# Erich Schriever
Erich Schriever (født 6. august 1924, død maj 2020) var en schweizisk roer.
Schriever var med i den schweiziske firer med styrmand, der vandt sølv ved OL 1948 i London. Besætningen udgjordes desuden af Rudolf Reichling, Émile Knecht, Peter Stebler og styrmand André Moccand. Sølvmedaljen blev sikret efter en finale, hvor schweizerne kun blev slået af USA, mens Danmark fik bronze. Det var det eneste OL han deltog i.
Schriever vandt desuden en EM-guldmedalje i dobbeltsculler ved EM 1953 i København.

## OL-medaljer
- 1948:  Sølv i firer med styrmand